# Grand Prix WMRA 2007
Navigation
2006 2008
Le Grand Prix WMRA 2007 est la neuvième édition du Grand Prix WMRA, compétition internationale de courses en montagne organisée par l'association mondiale de course en montagne.

## Règlement
Le barème de points est légèrement modifié par rapport à l'année précédente. Le calcul est identique dans les catégories féminines et masculines. Le score final cumule les 3 meilleures performances de la saison. Pour être classé, un athlète doit participer à au moins deux épreuves. Un bonus de participation est introduit. Les coureurs prenant part à au moins 3 courses reçoivent un bonus de 10 points.
| Classement                     | 1er | 2e  | 3e  | 4e | 5e | 6e | 7e | 8e | 9e | 10e | 11e | 12e | 13e | 14e | 15e | 16e | 17e | 18e | 19e | 20e | 21e | 22e | 33e | 24e | 25e | 26e | 27e | 28e | 29e | 30e |
| ------------------------------ | --- | --- | --- | -- | -- | -- | -- | -- | -- | --- | --- | --- | --- | --- | --- | --- | --- | --- | --- | --- | --- | --- | --- | --- | --- | --- | --- | --- | --- | --- |
| Points pour la finale          | 120 | 108 | 102 | 96 | 90 | 84 | 78 | 72 | 66 | 60  | 54  | 48  | 42  | 37  | 33  | 30  | 28  | 26  | 24  | 22  | 20  | 18  | 16  | 14  | 12  | 10  | 8   | 6   | 4   | 2   |
| Points pour les autres courses | 100 | 90  | 85  | 80 | 75 | 70 | 65 | 60 | 55 | 50  | 45  | 40  | 35  | 30  | 28  | 26  | 24  | 22  | 20  | 18  | 16  | 14  | 12  | 10  | 8   | 6   | 4   | 3   | 2   | 1   |

## Programme
Le calendrier se compose de quatre courses. Une course inédite est ajoutée, Sierre-Crans-Montana dans le canton du Valais. Elle fait office de championnats suisses de course en montagne et le parcours sert pour le Trophée mondial de course en montagne 2008.
| Nom de la course                    | Distance                | Dénivelé                | Pays     | Date            |
| ----------------------------------- | ----------------------- | ----------------------- | -------- | --------------- |
| Sierre-Crans-Montana                | 12,7 km () / 8,54 km () | +1 040 m () / +600 m () | Suisse   | 10 juin 2007    |
| Course de montagne du Grossglockner | 13,6 km                 | +1 265 m/-150 m         | Autriche | 15 juillet 2007 |
| Course de Schlickeralm              | 11,2 km                 | +1 270 m                | Autriche | 5 août 2007     |
| Course de Šmarna Gora               | 9,2 km                  | +700 m/-340 m           | Slovénie | 6 octobre 2007  |

## Résultats

### Hommes
L'Italien Marco Gaiardo s'impose facilement sur la première manche de la saison à Crans-Montana. Il s'impose avec plus de deux minutes sur le Suisse David Schneider qui remporte son second titre national. Jonathan Wyatt remporte facilement la victoire au Grossglockner. Il devance Marco Gaiardo et Markus Kröll. Gaiardo poursuit ensuite sa bonne saison avec la victoire à Schlickeralm. Le podium est complété par Andrzej Długosz et Markus Kröll. Le Polonais Długosz parvient à s'imposer lors de la finale à Šmarna Gora. Le Tchèque Robert Krupička décroche la médaille d'argent pour 4 secondes devant le favori local Mitja Kosovelj. Marco Gaiardo ne termine que cinquième mais cela lui suffit pour remporter le classement du Grand Prix, étant le seul à avoir participé aux quatre courses et ayant décroché deux victoires.
- Finale (120 points au vainqueur)

| Course                              | Vainqueur       | Deuxième        | Troisième          |
| ----------------------------------- | --------------- | --------------- | ------------------ |
| Sierre-Crans-Montana                | Marco Gaiardo   | David Schneider | Jacques Krähenbühl |
| Course de montagne du Grossglockner | Jonathan Wyatt  | Marco Gaiardo   | Markus Kröll       |
| Course de Schlickeralm              | Marco Gaiardo   | Andrzej Długosz | Gabriele Abate     |
| Course de Šmarna Gora               | Andrzej Długosz | Robert Krupička | Mitja Kosovelj     |

### Femmes
La Suissesse Martina Strähl remporte la victoire sur la course de Sierre-Crans-Montana et décroche ainsi son second titre national. L'Italienne Maria Grazia Roberti termine sur la troisième marche du podium. Anna Pichrtová mène un quatuor tchèque lors de la course de montagne du Grossglockner. Elle remporte la victoire en établissant un nouveau record en 1 h 21 min 25 s avec plus de huit minutes d'avance sur sa compatriote Pavla Matyášová. Iva Milesová complète le podium devant Pavla Havlová. Renate Rungger crée la surprise à la course de Schlickeralm en parvenant à battre la grande favorite Pichrtová pour 17 secondes. Martina Strähl termine sur la troisième marche du podium. À Šmarna Gora, Anna Pichrtová est encore battue, cette fois par la Britannique Victoria Wilkinson. L'athlète locale Mateja Kosovelj complète le podium. Avec une victoire et deux autres podiums, Anna Pichrtová remporte son second Grand Prix d'affilée.
- Finale (120 points au vainqueur)

| Course                              | Vainqueur          | Deuxième         | Troisième            |
| ----------------------------------- | ------------------ | ---------------- | -------------------- |
| Sierre-Crans-Montana                | Martina Strähl     | Bernadette Meier | Maria Grazia Roberti |
| Course de montagne du Grossglockner | Anna Pichrtová     | Pavla Matyášová  | Iva Milesová         |
| Course de Schlickeralm              | Renate Rungger     | Anna Pichrtová   | Martina Strähl       |
| Course de Šmarna Gora               | Victoria Wilkinson | Anna Pichrtová   | Mateja Kosovelj      |

## Classements
| Rang          | Nom             | Course 1 | Course 2 | Course 3 | Course 4 | Bonus | Points |
| ------------- | --------------- | -------- | -------- | -------- | -------- | ----- | ------ |
| Médaille d'or | Marco Gaiardo   | 100      | 90       | 100      | 90       | 10    | 300    |
| 2             | Andrzej Długosz |          | 26       | 90       | 120      | 10    | 246    |
| 3             | Joe Symonds     | 70       |          | 75       | 72       | 10    | 227    |
| 4             | Gabriele Abate  | 80       |          | 85       | 48       | 10    | 223    |
| 5             | Jan Havlíček    |          | 75       | 80       | 42       | 10    | 207    |
| 6             | Markus Kröll    |          | 85       | 70       | 0        | 10    | 165    |

| Rang          | Nom                  | Course 1 | Course 2 | Course 3 | Course 4 | Bonus | Points |
| ------------- | -------------------- | -------- | -------- | -------- | -------- | ----- | ------ |
| Médaille d'or | Anna Pichrtová       |          | 100      | 90       | 108      | 10    | 308    |
| 2             | Victoria Wilkinson   | 75       | 65       | 65       | 120      | 10    | 270    |
| 3             | Iva Milesová         |          | 85       | 75       | 96       | 10    | 266    |
| 4             | Maria Grazia Roberti | 85       |          | 70       | 72       | 10    | 237    |
| 5             | Pavla Havlová        |          | 80       | 60       | 66       | 10    | 216    |
| 6             | Martina Strähl       | 100      |          | 85       |          |       | 185    |